# School-Live!
School-Live! (яп. がっこうぐらし! Гакко:гураси!, «Школьная жизнь!») — манга Норимицу Кайхо и Садору Тибы. Выходила с мая 2012 года по ноябрь 2019 в журнале Manga Time Kirara Forward издательства Houbunsha. Аниме-адаптация манги от студии Lerche выходила с июля по сентябрь 2015 года.

## Сюжет
Юки Такэя — весёлая и жизнерадостная старшеклассница, которая вместе со своими подругами Куруми Эбисудзавой, Юри Вакасой и Мики Наоки, является членом «клуба школьной жизни» Частной старшей школы Мэгуригаока, цель которого помогать деятельности других клубов. Юки очень любит свою школу. Для неё это замечательное место, где она ходит на занятия, проводит свой досуг, общается с подругами одноклассницами и клубным куратором «сестрёнкой» Мэг, помогает организовать клубную деятельность. Но в действительности спокойные школьные будни же давно сменились постоянной борьбой за выживание. Участницы «клуба школьной жизни» являются единственными оставшимися в живых людьми в своей школе, которая как и окрестный город находится в полуразрушенном заброшенном состоянии и заполонена зомби. Однако, Юки не замечает окружающей действительности, для неё всё осталось как до вспышки эпидемии, поэтому остальным членам клуба приходится оберегать подругу и пытаться выжить самим.

## Персонажи

### «Клуб школьной жизни»
- Юки Такэя (яп. 丈槍 由紀 Такэа Юки)[1] — яркая и весёлая девушка, которая всегда рада поучаствовать в новых и захватывающих клубных мероприятиях. Жизнерадостность девушки не даёт остальным членам «клуба школьной жизни» отчаяться. В результате сильного психического расстройства, связанного со вспышкой зомби-чумы, восприятие Юки окружающего мира исказилось, она видит всё как прежде, что школа цела, а все её учителя и другие учащиеся живы и ходят на уроки. Однако постепенно она начинает понимать правду и видеть реальность такой, какая она есть, а её воспоминания начинают проясняться, что поначалу приводит Юки в ужас. После ухода из школы, Юки медленно свыкается с действительностью и пытается быть более полезной для группы. Благодаря её сообщению о том, что Сихо Аосой нашла лекарство от чумы, некоторые люди из «Randall» решили убедиться в этом сами и поверили ей, поэтому на город не стали сбрасывать ядерные ракеты. Спустя три года после зомби-чумы продолжила жить спокойной жизнью и стала учительницей в Мэгуригаоке.

Сэйю: Инори Минасэ.
- Куруми Эбисудзава (яп. 恵飛須沢 胡桃 Эбисудзава Куруми)[3] — участница «клуба школьной жизни», которая выполняет роль разведчика и часто отправляется на наиболее опасные миссии. Всегда носит с собой лопату, чтобы было чем противостоять зомби. До вспышки зомби-чумы была влюблена в своего сэмпая и вместе с ним состояла в «клубе по лёгкой атлетике», хотя она не любит бегать. После выпуска Куруми хотела пойти учиться туда же, куда и он. Но когда эпидемия началась, сэмпая Куруми укусили, и он напал на неё, поэтому ей пришлось убить его попавшейся под руку лопатой «клуба садоводства». В ходе вылазки в подвал на разведку (в аниме на поиски Таромару) была укушена зомби-Мэгуми. И хотя ей и был введён экспериментальный антидот, который принесла Мики из подвала, тело Куруми остаётся холодным, и она игнорируется другими ходоками, что означает, что лекарство не работает должным образом, однако Аосой считает, что у Куруми есть некая форма иммунитета, позволяющая ей не становиться зомби, исходя из этого, она может быть ключом к решению проблемы с эпидемией. В настоящее время вынуждена передвигаться в инвалидном кресле, т.к. её ноги сильно ослабли, а тело потеряло чувствительность. Благодаря воде из резервуаров Мэгуригаоки бактерию удаётся полностью подавить и Куруми поправляется. Спустя три года после зомби-чумы продолжила жить спокойной жизнью и решила учиться на врача.

Сэйю: Ари Одзава.
- Юри Вакаса (яп. 若狭 悠里 Вакаса Ю:ри)[4] — президент «клуба школьной жизни», по прозвищу Ри-сан (яп. りーさん Ри: сан). Она занимается учётом ресурсов, необходимых членам клуба для выживания и организацией клубной деятельности. Несмотря на то, что она выступает в качестве сильной девушки и ответственной «старшей сестры» для других членов, она очень хрупкая личность, так как на её плечи сваливается слишком много ответственности, поэтому у неё часто бывают срывы. В дальнейшем выясняется, что у Ри-сан есть младшая сестра Ру, которую она потеряла после начала эпидемии, из-за чего очень сильно переживает. Смиряется со смертью сестры и продолжает двигаться вперёд. Спустя три года после зомби-чумы продолжила жить спокойной жизнью и устроилась работать в компанию.

Сэйю: Мао Итимити (M·A·O).
- Мики Наоки (яп. 直樹 美紀 Наоки Мики)[5] — ученица Мэгуригаоки, младше других участниц клуба на год, при обращении к ним добавляет «сэмпай». Юки даёт ей прозвище Ми-кун (яп. みーくん Ми: кун), которое очень не нравится Мики. Она была спасена «клубом школьной жизни» во время их вылазки за припасами в торговый центр, в котором она укрывалась от зомби вместе со своей подругой Кэй и другими выжившими, однако их Лидер был заражён, и в месте их убежища начался пожар. Вместе с Кэй они перебрались на другой этаж и расположились в подсобном помещении, где длительное время ждали помощи. Сначала с недоверием относится к членам клуба и не понимает, почему они позволяют Юки жить иллюзиями, но позже привязывается к ним, в особенности к Юки и становится более открытой. В манге изучала книги по психологии, надеясь найти способ помочь Юки. После исчезновения Кэй Ми-кун говорит, что скучает по ней и хотела бы снова её увидеть. Позже, спасаясь от преследования «Randall», вместе с остальными возвращается в Мэгуригаоку, чтобы набрать воды для Куруми и где встречает зомбированную Кэй. Не сумев добить Кэй лопатой из-за нахлынувших эмоций, и подвергается атаке с её стороны. Укушенную Мики удаётся вылечить с помощью воды из резервуаров школы. Спустя три года после зомби-чумы продолжила жить спокойной жизнью и стала писательницей.

Сэйю: Риэ Такахаси.

### Частная старшая школа Мэгуригаока
- Мэгуми Сакура (яп. 佐倉 慈 Сакура Мэгуми)[6] — учительница Мэгуригаоки, которую её ученики ласково называют сестрёнкой Мэг (яп. め ぐ ね え Мэгу-нэ:), однако сама она настаивает на обращении Сакура-сэнсей. После вспышки зомби-чума вместе со своими ученицами она создаёт «клуб школьной жизни»  для защиты девочек и становится его куратором. Мэгуми была заражена вскоре после создания клуба, не позволив орде прорваться к девочкам. Прежде чем полностью стать зомби, она заставила себя спрятаться в подвале, чтобы свести к минимуму шансы напасть на своих учениц. В дальнейшем только Юки видит её в своих галлюцинациях и разговаривает с ней как и прежде, так как смерть Мэгуми нанесла очень сильный удар по психике девушки, поэтому остальные, чтобы не травмировать Юки ещё сильнее, подыгрывают ей. Ещё до начала основного сюжета Мэгуми получила специальный документ для учителей, в которой был расписан план действий во время зомби-апокалипсиса, который ей было запрещено открывать до нештатной ситуации. Из-за быстрой вспышки вируса и своей скоропостижной кончины она не успевает сообщить «клубу школьной жизни» о документе. Будучи зомби заражает Куруми, когда та спускается в подвал. Позже зомби-Мэгуми была убита Мики, отправившейся за антидотом для Куруми.

Сэйю: Ай Каяно.
- Акико Камияма (яп. 神山 昭子 Камияма Акико) — другая учительница Мэгуригаоки и одна из учителей Юки. Была спокойной и доброй к ученикам, однако немного раздражалась на Юки, которая часто спала в классе. Как и весь персонал Мэгуригаоки после начала эпидемии подверглась нападению ходоков. В аниме до вспышки вируса, была в хороших отношениях с Сакурой-сэнсэй. Именно она предупредила Мэгуми о наступлении зомби, прежде чем самой заразиться.

Сэйю: Икуми Хаяма.
- Кэй Сидо (яп. 祠堂 圭 Сидо: Кэй)[8] — ученица Мэгуригаоки, одноклассница и лучшая подруга Мики, которая была с ней, когда произошла вспышка зомби-чума. Пряталась вместе с Мики в торговом центре длительное время, но вскоре не выдерживает и решает выйти наружу. Когда члены «клуб школьной жизни», наконец, покидают Мэгуригаоку, Мики видит на дороге зомбированную Кэй, но прежде чем она успевает что-то сказать, их автомобиль уже уезжает. Заражает Мики. Застрелена военными «Randall».

Сэйю: Дзюри Кимура.
- Такаэ Юдзумура (яп. 柚村 貴依 Юдзумура Такаэ) — ученица Мэгуригаоки, ставшая зомби. До начала эпидемии была близкой подругой и одноклассницей Юки. Несмотря на внешность хулиганки, Такаэ была доброй и ласковой девушкой, хорошо относившейся к Юки и другим своим подругам.

Сэйю: Юна Ёсино.
- Сэмпай Куруми (яп. 胡桃の先輩 Куруми но сэмпай) — ученик выпускного класса Мэгуригаоки, влюблённый в Куруми. Вместе с Куруми занимался в «клубе лёгкой атлетики». Был инфицирован ходячими и добит Куруми, когда пытался напасть на неё.

### Университет Святого Исидора

#### «Круг падших»
- Токо Дэгути (яп. 出口 桐子 Дэгути То:ко) — глава «круга». Подруга Аки, Хики и Рисэ. У неё есть большая коллекция фильмов и видеоигр, поэтому ей всегда есть чем себя занять. Она ушла от «боевиков«, так как была не согласна с их суровыми методами и жестокому отношению к товарищам. В отличие от «боевиков» не делает проверку тела на наличие признаков заражения. Камео Токо появляется в аниме после титров финальной 12-й серии, где держит в руках подобранное письмо от «клуба школьной жизни». Ближе к концу истории вместе с остальными членами «круга» покидает университет. Спустя три года после зомби-чумы она и остальные девушки из «круга» продолжили жить спокойной жизнью.
- Аки Хикаридзато (яп. 光里 晶 Хикаридзато Аки) — член «круга», подруга Токо, Хики и Рисэ. Как и большинство членов его текущего состава «круга», она была членом группы «боевиков», пока не ушла, увидев пугающе-злорадную улыбку на лице Аяки, почитав это ненормальным и настораживающим. До начала эпидемии была главой «клуба вольных искусств».
- Хикако Кирай (яп. 喜来 比嘉子 Кирай Хикако) — ремонтник «круга», по прозвищу Хика. Тихая и доброжелательная девушка. До вспышки она была студентом-инженером. Не смогла прикончить ходока по приказу лидера «боевиков», в связи с чем члены они посчитали её слишком слабой и неспособной к выживанию и выгнали из группы.
- Рисэ Рёгавара (яп. 稜河原 理瀬 Рёгавара Рисэ) — книжный червь и библиотекарь «круга». Она часто остаётся в университетской библиотеке из-за любви к книгам и редко куда-то уходит. Также была главой «клуба вольных искусств» до начала эпидемии.
- Сумико (яп. スミコ Сумико) — была студенткой Университета Святого Исидора и подругой членов «круга» до своего исчезновения. Токо описывает Сумико как добрую и весёлую девушку, любившую выпить, а напившись петь песни. Носила одежду в силе готической лолиты. Жива Сумико или нет неизвестно.

#### «Боевики»
- Рэнъя Когами (яп. 高上 聯弥 Когами Рэнъя) — прозвище Рэн. Первый выживший студент в Университете Святого Исидора, встретившийся новоприбывшим членам «клуба школьной жизни». Испугавшись, что они могут быть заражены, он стреляет по ним из арбалета, но Куруми удаётся вовремя отбить арбалетный болт лопатой. Непонятным образом был инфицирован и выпал из окна здания университета. «боевики» в дальнейшем будут подозревать новичков из «клуба школьной жизни» и членов «круга», как сообщников и причастных к его смерти, вследствие возможной неприязни между ними и Рэном из-за неудавшегося знакомства.
- Такахито Того (яп. 頭護 貴人 То:го Такахито) — глава «боевиков». Он обеспечивает проверку тела всех членов клуба, чтобы исключить вероятность заражения среди них. Его часто можно видеть с негативным выражением лица из-за сильного стресса после вспышки вируса. Довольно жесток к своим товарищам. Использует биту с гвоздями в качестве оружия. После смерти Рэна подозревает «клуб школьной жизни в причастности к этому и устраивает на них облаву. Был предан Аякой, столкнувшей его с крыши в толпу зомби после того, как он был укушен.
- Аяка Камимоти (яп. 神持 朱夏 Камимоти Аяка) — девушка-боевик. Обычно спокойна и не проявляет эмоций, но на самом деле психически нездорова и с большим удовольствием убивает как зомби, так и людей, чтобы полноценно существовать в мире, «дарованном» ей после вспышки вируса. Умеет использовать арбалет и нож как оружие. Она убивает заражённого Такахито, чтобы отвлечь зомби и уйти из университета, поскольку она считает, что получит намного больше удовольствия за его стенами. Однако в заглохшей машине её быстро настигает орда ходоков.
- Такасигэ Сиросита (яп. 城下 隆茂 Сиросита Такасигэ) —  вооружён монтировкой. При облаве на «клуб школьной жизни» и членов «круга» погнался за Куруми. Был настигнут толпой ходячих, которых выманила Куруми.
- Сино Ухара (яп. 右原 篠生 Ухара Сино) — другая девушка-боевик. Она умеет пользоваться различными видами оружия. Обычно использует пестик для колки льда или подобное короткое оружие. Является главным истребителем групп зомби, что делает очень умело и эффективно, но несмотря на это довольно добра к людям. Состояла в близких отношениях с Когами, в результате чего забеременела. После смерти Когами как и все «боевики» подозревает «клуб школьной жизни» в причастности к этому, однако, поняв, что они не виновны, помогает им сбежать. После происшествия в Университете Святого Исидора, присоединяется к «кругу» и решает жить для своего будущего ребёнка.

### Корпорация «Randall»
- Бомон-кун — универсальная военная разработка, оснащённая искусственным интеллектом.
- Представитель/ли — представитель/ли «Randall» - корпорации, ответственной за проведение вышедших из под контроля опытов над бактерией Омега, вызвавшей в дальнейшем зомби-чуму, а также за строительство по всему городу группы объектов, на подобие школы Мэгуригаоки, оснащённых всем необходимым в случае чрезвычайной ситуации. Связавшись с помощью Лучник-кун с «клубом школьной жизни» заинтересовывается Куруми, узнав о её сопротивляемости болезни и решает, под предлогом вызова помощи девочкам её захватить для дальнейшего изучения. Однако Лучник-кун распознал ложь в словах этого человека. Становится ясно, что ничего хорошего остальных не ждёт, вдобавок к этому было решено зачистить город с помощью ядерного удара. «клуб школьной жизни» сообщает им также и про нейтрализующий химикат в воде из реки, но ответ из-за помех не поступил. Позже всё же решает/ют убедиться в этом сам/и и отменяют ядерный удар.
- Военные — группа вооружённых военных «Randall», прибывшая в город для захвата Куруми на вертолёте и установки сигнала для запуска ядерных ракет. Терпят неудачу, подвергшись атаке ходоков. Но один из солдат успевает сказать Мики, сколько осталось дней до удара по городу.

### Прочие персонажи
- Таромару (яп. 太郎丸 Таро:мару)[10] — довольно смышлёный щенок породы сиба-ину, которого нашла Юки и приютила в качестве талисмана «клуба школьной жизни». Однако, поскольку он был заражён, то спустя несколько дней девочкам пришлось его бросить. В аниме его подобрали Мики с Кэй. Все вместе они какое-то время скрывались в торговом центре. Щенок недолюбливает Мики, так как та сгоряча накричала и напугала его после ухода Кэй. Однако именно Таромару дал знать членам «клуба школьной жизни», что в торговом центре есть выжившая Мики. Со временем начинает доверять Мики. Однажды убежал в подвал, услышав скулёж другого щенка, где был укушен зомби-Мэгуми. Даже будучи заражённым инстинктивно спасает Юки от зомби. Хотя ему и был вколот тот же антидот, что и Куруми, лучше ему от этого не стало. В итоге Таромару умирает на коленях Мики, успев,  придя в себя, «поблагодарить её». Был похоронен в саду на крыше школы рядом с крестом, поставленном в память о «сестрёнке Мэг». Его «друг» приходит на его могилу в конце последней серии аниме.

Сэйю: Эмири Като.
- Лидер — предводитель небольшой группы выживших. Во время обыска магазина одежды торгового центра нашёл прячущихся Мики и Кэй и отвёл их в убежище на пятом этаже, где тех проверили на наличие укусов. Обладал хорошими лидерскими качествами и организованностью. В одной из вылазок был укушен, однако не сообщил об этом группе, и на вопрос: откуда рана, он ответил, что случайно ударил себя молотком. После вечеринки в честь успеха вылазки, когда все спали, у Лидера начались припадки, в ходе которых он заживо сгорел, уронив свечу на себя.
- Радио DJ (яп. ラジオDJ Радзио DJ) — девушка, которая вещала на пиратской радиостанции в надежде связаться с любыми оставшимися в живых людьми. К сожалению, она подвергается заражению до того, как «клуб школьной жизни» смог связаться с ней. Однако до полной потери рассудка она успевает запереть себя в своей комнате, оставить записку и ключи от укрытия и автодома, надеясь, что кто-нибудь из выживших всё же придёт. Отправившись в очередную вылазку, члены Клуба, находят убежище диджея и забирают автодом, а саму девушку, которая к тому моменту уже полностью стала зомби, добивает Куруми.
- Ру Вакаса (яп. 若狭 る Вакаса Ру) — младшая сестра Юри, которая училась в начальной школе Намэкава. Погибла из-за несчастного случая на глазах у Юри, выбежав на проезжую часть в погоне за улетевшей шляпкой. Из-за своей сломленности от пережитых событий и чувства вины перед девочкой, Юри начинает видеть её в своих галлюцинациях. Ей кажется, что она находит её живой в начальной школе, но на самом деле она находит плюшевого мишку, которого Юки оставила в школе. Члены «круга» и «клуб школьной жизни», чтобы не травмировать Ри-сан какое-то время ничего ей не говорят о сущности её видений. В конце концов Юри свыкается со смертью Ру-тян и оставляет мишку будущему ребёнку Сино.
- Сихо Аосой (яп. 青襲 椎子 Аосой Сихо) — лаборант Университета, долгое время находившаяся взаперти в кабинете химии и скрывавшаяся от оставшихся в живых студентов. Довольно прямолинейна, но ведёт себя отстранённо, при знакомстве с Мики предпочла общаться с ней через компьютер. После инцидента в Университете Святого Исидора, выходит из своего укрытия и на какое-то время присоединяется к «клуб школьной жизни». Судя по всему куда больше осведомлена о природе заражения, чем все остальные персонажи, так как в своём укрытии проводила опыты на ходоках. Присматривает за состоянием Куруми. Использует молоток и отвёртку в качестве оружия ближнего боя. Сихо с апатией относится ко всему происходящему и постоянно курит, что по её словам помогает ей переживать окружающий кошмар. Вскоре выясняется, что также она заражена и находится на грани. Обратившись, но всё же сохранив остатки рассудка, Сихо приковывает себя наручниками и просит Мики добить её лопатой. Аосой оставляет свои заметки девочкам, незадолго до своей смерти. Из них «клуб школьной жизни» узнаёт о происхождении бактерии зомби-чумы из болота Надзакэ - источника реки Кутина, из которой в Мэгуригаоку поступала вода в резервуары, пригодная для питья благодаря химикату, нейтрализующему Омегу.

## Медиа

### Манга
Манга, написанная Норимицу Кайхо и иллюстрированная Садору Тибой начала выходить с выпуска журнала Manga Time Kirara Forward издательства Houbunsha за июль 2012 года, который вышел 24 мая 2012 года, закончилась в выпуске журнала за январь 2020-го, который вышел 22 ноября 2019 года. Первый том вышел 12 декабря 2012 года, а последний, двенадцатый, — 10 января 2020 года. Также вышли 3 тома манги-антологии от разных авторов: 1 июля 2015 года, 2 сентября 2015 года, 3 января 2016 года. Издательство Yen Press начало выпуск манги на английском языке в ноябре 2015 года. Издательство Taiwan Tohan выпускает мангу на китайском, а Waneko — на польском языке.
Продолжение оригинальной манги Кайхо и Тибы под названием School-Live! Letters (яп. がっこうぐらし!～おたより～ Гакко:гураси! ~Отаёри~) выходило в Manga Time Kirara Forward с 24 июня 2020 года по 24 августа 2021 года. Издательство Yen Press также занялось переводом данной манги.

#### Список томов манги
| №       | На японском          | На японском            | На английском         | На английском          |
| №       | Дата публикации      | ISBN                   | Дата публикации       | ISBN                   |
| ------- | -------------------- | ---------------------- | --------------------- | ---------------------- |
| 1       | 12 декабря 2012 года | ISBN 978-4-8322-4236-4 | 17 ноября 2015 года   | ISBN 978-0-316-30970-7 |
| 2       | 12 июня 2013 года    | ISBN 978-4-8322-4309-5 | 23 февраля 2016 года  | ISBN 978-0-316-30988-2 |
| 3       | 12 декабря 2013 года | ISBN 978-4-8322-4378-1 | 24 мая 2016 года      | ISBN 978-0-316-30992-9 |
| 4       | 11 июля 2014 года    | ISBN 978-4-8322-4462-7 | 23 августа 2016 года  | ISBN 978-0-316-30995-0 |
| 5       | 12 марта 2015 года   | ISBN 978-4-8322-4538-9 | 15 ноября 2016 года   | ISBN 978-0-316-31001-7 |
| 6       | 11 августа 2015 года | ISBN 978-4-8322-4603-4 | 21 марта 2017 года    | ISBN 978-0-316-50272-6 |
| 7       | 12 января 2016 года  | ISBN 978-4-8322-4653-9 | 20 июня 2017 года     | ISBN 978-0-316-47172-5 |
| 8       | 10 августа 2016 года | ISBN 978-4-8322-4730-7 | 19 сентября 2017 года | ISBN 978-0-316-55967-6 |
| 9       | 11 марта 2017 года   | ISBN 978-4-8322-4813-7 | 12 декабря 2017 года  | ISBN 978-0-316-41408-1 |
| 10      | 12 июня 2018 года    | ISBN 978-4-8322-4952-3 | 19 февраля 2019 года  | ISBN 978-1-975-38386-2 |
| 11      | 12 января 2019 года  | ISBN 978-4-8322-7057-2 | 12 октября 2019 года  | ISBN 978-1-975-35865-5 |
| 12      | 10 января 2020 года  | ISBN 978-4-8322-7148-7 | 18 августа 2020 года  | ISBN 978-1-975-36315-4 |
| Letters | 12 октября 2021 года | ISBN 978-4-8322-7314-6 | 21 февраля 2023 года  | ISBN 978-1-975-36315-4 |

### Аниме
21 июня 2014 года была анонсирована аниме-адаптация манги в виде аниме-сериала. Сериал создавался Масаоми Андо на анимационной студии Lerche. За сценарий некоторых эпизодов и их компоновку отвечал автор манги Норимицу Кайхо, дизайн персонажей представила Харуко Иикуза. Музыку для аниме написала группа MOSAIC.WAV. Сериал, выходил в Японии с 9 июля 2015 года по 24 сентября 2015 года. В Северной Америке аниме лицензировано компанией Sentai Filmworks. Drama-CD на основе аниме вышла на Comiket 88 14 августа 2015 года.
Начальная тема
- «Friend Shitai» (яп. ふ・れ・ん・ど・し・た・い Фурэндо ситай, I Want To Be Friends).

Исполняет: Gakuen Seikatsu-bu (Инори Минасэ, Ари Одзава, Мао Итимити (M·A·O), и Риэ Таканаси — сэйю главных героинь).
Завершающие темы
- «Harmonize Clover» (1-3, 5, 9 серии)[44][45].

Исполняет: Маон Куросаки.
- «We took each other’s hand» (4 серия)

Исполняет: Каори Савада.
- «Afterglow» (6-8, 10, 11 серии)

Исполняет: Маон Куросаки.

#### Список серий аниме
| № серии | Название серии                                  | Трансляция в Японии   |
| ------- | ----------------------------------------------- | --------------------- |
| 1       | Beginning/Начало истории «Хадзимари» (はじまり) | 9 июля 2015 года      |
| 2       | Memories/Воспоминания «Омойдэ» (おもいで)       | 16 июля 2015 года     |
| 3       | That Time/Это время «Ано Токи» (あのとき)       | 23 июля 2015 года     |
| 4       | Outing/Вылазка «Энсоку» (えんそく)              | 30 июля 2015 года     |
| 5       | Meeting/Встреча «Дэай» (であい)                 | 6 августа 2015 года   |
| 6       | Welcome/Добро пожаловать «Ё:косо» (ようこそ)    | 13 августа 2015 года  |
| 7       | A Letter/Письмо «Отэгами» (おてがみ)            | 20 августа 2015 года  |
| 8       | Future/Будущее «Сё:рай» (しょうらい)            | 27 августа 2015 года  |
| 9       | Holiday/Выходной «Кю:дзицу» (きゅうじつ)        | 3 сентября 2015 года  |
| 10      | Rainy Day/Дождливый день «Амэ но Хи» (あめのひ) | 10 сентября 2015 года |
| 11      | Scar/Шрам «Кидзуато» (きずあと)                 | 17 сентября 2015 года |
| 12      | Graduation/Выпускной «Соцугё:» (そつぎょう)     | 24 сентября 2015 года |

## Восприятие
Первый эпизод аниме был хорошо принят и вызвал десятикратное увеличение продаж манги. Количество просмотров перешло отметку в 1 миллион на Niconico.
В официальном твиттере издательства Houbunsha объявили о печати 2 миллионов копий манги к марту 2017 года. Английский релиз первых трёх томов был также включён в список Американской библиотечной ассоциации 2017 Great Graphic Novels for Teens, 5-й и 6-й тома попали список 2018 года.

## Игровой фильм
Лайф-экшен адаптация аниме была анонсирована в январе 2018 в журнале Manga Time Kirara Forward. Режиссёр фильма Иссей Сибата. В главных ролях: участницы идол-группы «Last Idol» . Фильм вышел 25 января 2019 года.

## Появления в других проектах
Персонаж Юки Такэя появился в качестве второстепенного персонажа в файтинге Nitroplus Blasterz: Heroines Infinite Duel, вышедшем в декабре 2015 года. Юки также появилась вместе с другими персонажами Manga Time Kirara в мобильной ролевой игре Kirara Fantasia, вышедшей 11 декабря 2017 года.